# Гегелло, Александр Иванович
Александр Иванович Геге́лло (10 [22] июля 1891, Екатеринослав — 11 августа 1965, Москва) — советский архитектор.

## Биография
Отец — титулярный советник Иван Григорьевич Гегелло, служил земским врачом в Верхнеднепровском уезде Екатеринославской губернии, умер ещё до рождения сына.
Мать — Елена Константиновна (Лашкова), была учительницей.
С 1902 года учился в Екатеринославской классической гимназии, после окончания которой, вместе с матерью и старшим братом Михаилом (впоследствии ставшим врачом), переехал в Санкт-Петербург.
В 1910 году поступил в Санкт-Петербургский политехнический институт, после окончания первого курса перевелся в Институт гражданских инженеров. Во время учёбы начиная со второго курса работал на стройках и в мастерских архитекторов Я. Г. Гервица, Г. И. Туровца, И. А. Фомина. Ко времени учёбы относятся его первые самостоятельные работы.
В 1918 году поступил на архитектурное отделение Высшего художественного училища при Академии художеств. В 1923 году окончил Академию художеств, получив диплом архитектора-художника. В течение следующих тридцати лет выполнил множество проектов, из которых осуществлено более ста.
С 1921 года преподавал в архитектурных вузах Ленинграда. Принимал активное участие в застройке города. В 1939 году вступил в ВКП(б).
Во время Великой Отечественной войны занимался маскировкой важнейших объектов Ленинграда. В частности, совместно с И. А. Ваксом, выполнил маскировку здания Смольного.
Был одним из организаторов Ленинградского филиала Академии архитектуры СССР, возглавлял его до 1950 года. Дважды избирался депутатом Ленинградского городского совета. С 1937 по 1950 год возглавлял правление Ленинградского отделения Союза архитекторов СССР.
В 1950 году в связи с избранием вице-президентом Академии архитектуры переехал в Москву (занимал эту должность до 1953 года). До 1954 года являлся членом президиума правления Союза архитекторов СССР. С 1956 года — почётный член Академии строительства и архитектуры СССР.
В последние годы работал в Институте теории и истории архитектуры, где занимался разработкой ряда тем по вопросам теории архитектуры и архитектурной композиции.
Умер в Москве 11 августа 1965 года. Похоронен на Новодевичьем кладбище.

## Главные вехи творческой жизни
- 1916—1924 годы — помощник в мастерской И. А. Фомина
- С 1924 года — проектное бюро Стройкома (с 1926 г. Стройкомхоз)
- 1929—1933 годы — преподавал в Ленинградском институте инженеров коммунального строительства (ЛИИКС)е
- 1936 год — поездка в Англию, Францию и Швецию
- 1939 год — вступление в КПСС[7]
- 1934—1948 годы — руководитель мастерской № 62 «Ленпроекта»
- 1948—1950 годы — возглавлял Ленинградский филиал Академии архитектуры СССР
- В годы Великой Отечественной войны жил и работал в Новосибирске
- 1950 год — избран вице-президентом Академии архитектуры СССР[7]
- 1950 год — переезд в Москву[7]
- 1950 год — получение учёной степени доктора архитектуры[7]
- 1956 год — почётный член Академии строительства и архитектуры СССР[9]

### Ленинград. Проекты и постройки
- Дом культуры Московско-Нарвского района (1925 г.; соавтор Д. Л. Кричевский, конкурс; осуществлён в 1927 г.; ныне ДК им. Горького);
- Памятник В. И. Ленину — «Шалаш» в Разливе (1926—1927 гг.);
- Жилой квартал рабочих Путиловского завода на Тракторной улице (1925—1927 гг., соавторы: А. С. Никольский, Г. А. Симонов)
- Дворец культуры «Выборгский» 1925—1929 гг.; соавтор Д. Л. Кричевский);
- Крематорий в Александро-Невской лавре (1927 г.);
- Больница имени Боткина (1927—1930 гг., соавторы: Д. Л. Кричевский, Г. А. Симонов, конкурс открытый ОАХ);
- Больница им. Эрисмана (1927—1930 гг., соавтор: М. Д. Фельгер);
- Дворец культуры имени И. И. Газа (1930—1935 гг.);
- Дом технической учёбы (1931—1932 гг.);
- «Большой дом» — НКВД (1931—1933 гг., соавторы: Н. Е. Лансере, А. А. Оль, Н. А. Троцкий);
- Жилые дома Ленсовета, Московский проспект, д. 206а и 208а (1937—1940 гг., совместно с Сергеем Васильковским)[12].
- Дворец кино (кинотеатр «Гигант») (1933—1935 гг., соавтор: Д. Л. Кричевский);
- Крематорий (1929 г. — на Волковом кладбище; 1933 г. — в Александро-Невской лавре);
- Школа на Моховой ул., д. 19 (1935 г., соавторы: Д. Л. Кричевский, Е. Г. Груздева);
- Баня на ул. Чайковского, д. 1 (1935 г.; инж. Е. М. Ефраимович; построена в 1939 г.);
- Баня на Чкаловском пр.;
- Школа на наб. Робеспьера (1936 г., соавтор: Н. В. Дроздов);
- Дом Советов (1936 г., конкурс закрытый, соавтор: Л. С. Косвен, Б. С. Ребортович, С. Т. Деженков);
- Дворец пионеров — новые корпуса (1936—1937 гг., соавтор: Д. Л. Кричевский);
- Баня на Ярославском пр. — Ярославские бани (1936—1939);
- Универмаг Московского района (1938 г.);
- Временная Арка Победы, была установлена на Средней Рогатке (1945 г.)[13].

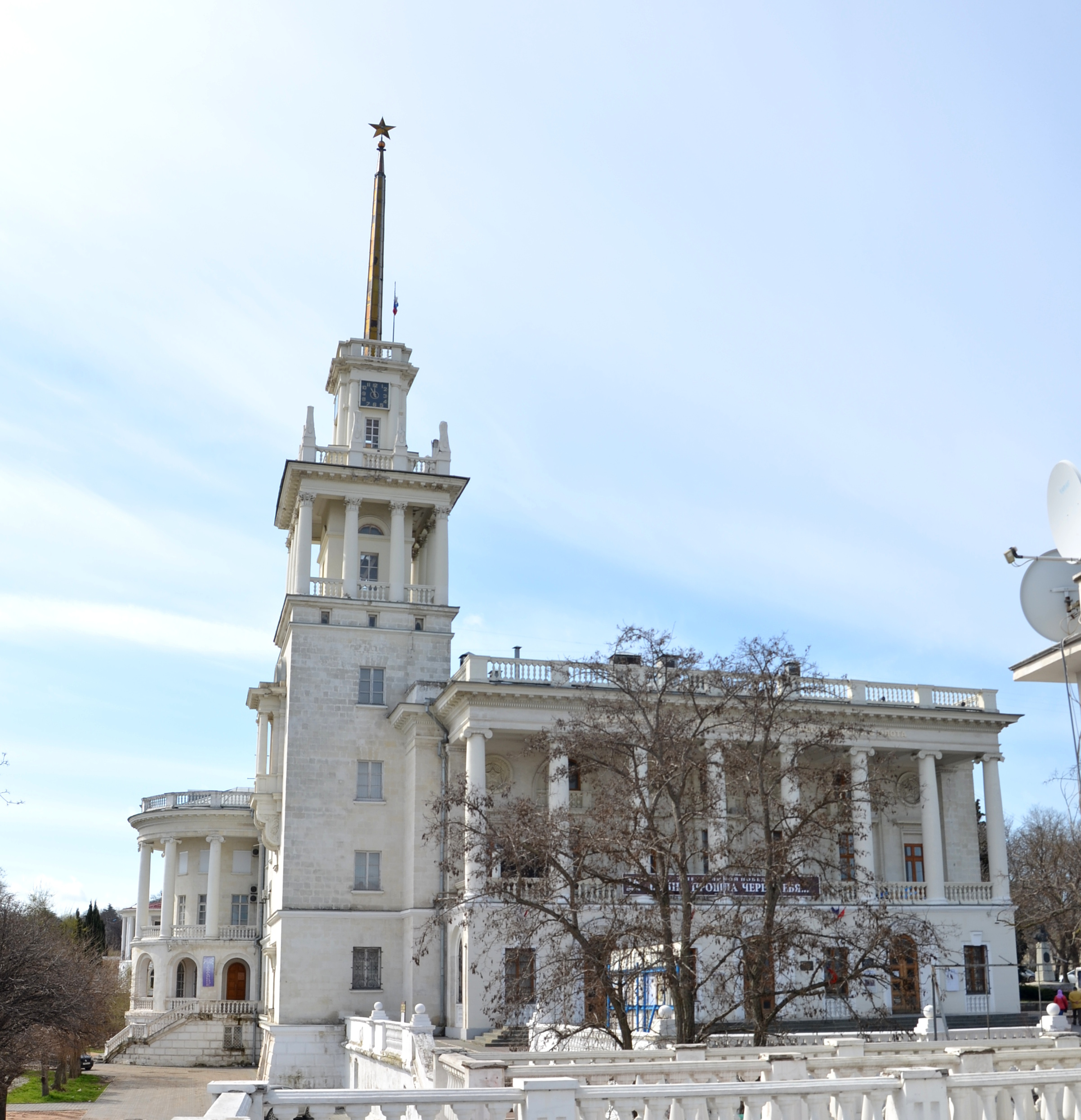
Матросский клуб, Севастополь

### Проекты для других городов
- Больница в Вышнем Волочке (1926 г., соавтор Г. А. Симонов);
- Театр в Ташкенте;
- Театр в Полоцке (1929—1931 гг.);
- Рабочий посёлок на железнодорожной станции Иня (1942 г.);
- Матросский клуб и жилые дома на площади Коммуны (современная площадь Ушакова) в Севастополе (1948—1951 гг., соавторы Н. И. Богданов, Л. И. Киреев, Военпроект-30)[14];
- Дом Советов в Орле (1952 г.); Не реализован
- Памятник В. И. Ленину в Казани (1953 г., скульптор П. П. Яцыно);
- Комплекс зданий на Центральной площади города Колпино (1955 г.; соавторы: М. А. Шепилевский и М. Я. Климентов).

## Адреса
В Ленинграде(Петрограде) жил по адресу: улица Красносельская, дом 12, проживал там в 1912 году; улица Лизы Чайкиной, дом 28. С 1950 года жил в Москве по адресу: Новопесчаная улица, дом 17/7 (старая нумерация — 13, корп. 19).

## Семья
Жена Гегелло Нина Васильевна (1895—1972) театральный и книжный художник. В феврале 1937 году основала театр кукол Ленинградского дворца пионеров им. А. А. Жданова.
Возможно, брат бригврача Михаила Гегелло начальника отделения санитарной службы Военной электротехнической академии связи РККА им. С. М. Будённого, который погиб 30 ноября 1941 года во время эвакуации из Ленинграда в Томск. Транспортный самолёт с преподавателями академии и их семьями, среди которых находился Гегелло, был сбит немецким истребителем над Ладожским озером.

## Воинские звания
Инженер-майор.

## Награды
- 2 ордена Трудового Красного Знамени (02.11.1944[20]; 1956);
- Медаль «За оборону Ленинграда»[21].
- Медаль «За доблестный труд в Великой Отечественной войне 1941—1945 гг.»[9]
- Медаль «В память 250-летия Ленинграда»[9]

## Статьи А. И. Гегелло
- Вклад зодчих города Ленина в советскую архитектуру // Архитектура и строительство. — 1948. — № 1. — С. 4—7.